# Herrarnas K-1 i slalom i kanotsport vid olympiska sommarspelen 2012
Herrarnas K-1 i slalom vid olympiska sommarspelen 2012 hölls mellan 29 juli och 1 augusti på Lee Valley White Water Centre i London. Det kördes en kvalomgång med två åk, där det bästa åket räknades och de femton främsta gick vidare till semifinal. Där åkte varje idrottare en gång och de tio bästa gick vidare till final. Där kördes ytterligare ett åk och den med bäst tid vann guld.

## Medaljörer
| Gren        | Guld                     | Silver                     | Brons                  |
| K-1, slalom | Daniele Molmenti Italien | Vavřinec Hradílek Tjeckien | Hannes Aigner Tyskland |

## Schema
Kvalomgång

29 juli, 14:24 & 16:36

Semifinal

1 augusti, 13:30

Final

1 augusti, 15:15

## Resultat

### Kvalomgång
| Plac. | Namn                    | Resultat | Resultat | Resultat  |
| Plac. | Namn                    | Åk 1     | Åk 2     | Bästa tid |
| ----- | ----------------------- | -------- | -------- | --------- |
| 1     | Hannes Aigner (GER)     | 92.56    | 83.49    | 83.49     |
| 2     | Daniele Molmenti (ITA)  | 91.40    | 86.68    | 86.68     |
| 3     | Samuel Hernanz (ESP)    | 87.07    | 91.25    | 87.07     |
| 4     | Vavřinec Hradílek (CZE) | 87.44    | 87.66    | 87.44     |
| 5     | Mathieu Doby (BEL)      | 92.74    | 87.92    | 87.92     |
| 6     | Peter Kauzer (SLO)      | 90.98    | 88.10    | 88.10     |
| 7     | Mike Kurt (SUI)         | 88.14    | 88.48    | 88.14     |
| 8     | Mateusz Polaczyk (POL)  | 88.51    | 90.60    | 88.51     |
| 9     | Mike Dawson (NZL)       | 90.90    | 88.58    | 88.58     |
| 10    | Helmut Oblinger (AUT)   | 88.81    | 92.66    | 88.81     |
| 11    | Richard Hounslow (GBR)  | 94.40    | 89.12    | 89.12     |
| 12    | Eoin Rheinisch (IRL)    | 89.97    | 90.72    | 89.97     |
| 13    | Etienne Daille (FRA)    | 90.12    | 241.73   | 90.12     |
| 14    | Benjamin Boukpeti (TOG) | 95.28    | 90.52    | 90.52     |
| 15    | Kazuki Yazawa (JPN)     | 96.66    | 92.57    | 92.57     |
| 16    | Scott Parsons (USA)     | 94.16    | 141.72   | 94.16     |
| 17    | Huang Cunguang (CHN)    | 94.40    | 94.54    | 94.40     |
| 18    | Warwick Draper (AUS)    | 95.20    | 95.08    | 95.08     |
| 19    | Hermann Husslein (THA)  | 100.67   | 95.11    | 95.11     |
| 20    | Michael Tayler (CAN)    | 155.89   | 97.64    | 97.64     |
| 21    | Jonathan Akinyem (NGR)  | 104.70   | 146.95   | 104.70    |
| 22    | Dinko Mulić (CRO)       | 293.58   | 143.28   | 143.28    |

### Semifinal
| Plac. | Namn                    | Resultat       | Resultat |
| Plac. | Namn                    | Straffsekunder | Sluttid  |
| ----- | ----------------------- | -------------- | -------- |
| 1     | Peter Kauzer (SLO)      | 2              | 96.02    |
| 2     | Mateusz Polaczyk (POL)  | 0              | 96.36    |
| 3     | Daniele Molmenti (ITA)  | 0              | 96.37    |
| 4     | Samuel Hernanz (ESP)    | 0              | 97.18    |
| 5     | Hannes Aigner (GER)     | 2              | 97.60    |
| 6     | Benjamin Boukpeti (TOG) | 0              | 98.13    |
| 7     | Helmut Oblinger (AUT)   | 0              | 98.99    |
| 8     | Vavřinec Hradílek (CZE) | 2              | 99.58    |
| 9     | Kazuki Yazawa (JPN)     | 0              | 99.99    |
| 10    | Etienne Daille (FRA)    | 0              | 100.55   |
| 11    | Mathieu Doby (BEL)      | 2              | 102.58   |
| 12    | Richard Hounslow (GBR)  | 2              | 104.30   |
| 13    | Mike Kurt (SUI)         | 50             | 147.35   |
| 14    | Eoin Rheinisch (IRL)    | 50             | 153.98   |
| 15    | Mike Dawson (NZL)       | 100            | 207.63   |

### Final
| Plac. | Namn                    | Resultat       | Resultat |
| Plac. | Namn                    | Straffsekunder | Sluttid  |
| ----- | ----------------------- | -------------- | -------- |
| 1     | Daniele Molmenti (ITA)  | 0              | 93.43    |
| 2     | Vavřinec Hradílek (CZE) | 0              | 94.78    |
| 3     | Hannes Aigner (GER)     | 0              | 94.92    |
| 4     | Mateusz Polaczyk (POL)  | 0              | 96.14    |
| 5     | Samuel Hernanz (ESP)    | 0              | 96.95    |
| 6     | Peter Kauzer (SLO)      | 6              | 101.01   |
| 7     | Etienne Daille (FRA)    | 2              | 101.87   |
| 8     | Helmut Oblinger (AUT)   | 0              | 104.28   |
| 9     | Kazuki Yazawa (JPN)     | 0              | 104.44   |
| 10    | Benjamin Boukpeti (TOG) | 52             | 152.23   |